# Attaque d'Eknewane
Guerre du Sahel
Batailles
- Tlemss
- 1re Tilwa
- Tabankort
- Ouraren
- Adrar Bouss
- Agadez et Arlit
- Tchibarakaten
- Mangaïzé
- Tazalit
- 1re Bani Bangou
- 2e Tilwa
- Wanzarbé
- Abala
- Midal
- 1re Tongo Tongo
- 1re Ayorou
- 2e Tongo-Tongo
- Baley Beri
- 1re Inates
- 2e Inates
- Sanam
- Chinégodar
- 2e Ayorou
- 2e Bani Bangou
- Taroun
- Torodi
- Adabda
- Intagamey
- Koutougou
- Tabatol
- Takanamat
- Teguey
- Chatoumane
- Eknewane

L'attaque d'Eknewane a lieu le 25 mai 2025 au Niger, pendant la guerre du Sahel.

## Déroulement
Le 25 mai 2025, un campement militaire nigérien est attaqué à Eknewane, au nord-ouest de la ville de Tillia, dans la région de Tahoua. Les lieux avaient déjà été le théâtre des combats en septembre 2024, au cours desquels 38 soldats nigériens avaient été tués.
Au moment l'attaque du 25 mai 2025, le campement est défendu par des membres forces spéciales du BRS, le bataillon de renseignement et de surveillance, et des gardes nationaux,. Ce jour-là, plusieurs centaines de djihadistes à motos submergent le camp et mettent en fuite ses défenseurs.
L'attaque est attribuée aux djihadistes de l'État islamique dans le Grand Sahara, actifs dans la zone.

## Pertes
Le bilan est d'au moins 58 soldats tués selon des sources sécuritaires de RFI. Plusieurs autres militaires sont blessés, tandis que des véhicules sont détruits ou capturés. Le commandant de la brigade figure parmi les morts.